# Asahi Production
Asahi Production Inc. (яп. 旭プロダクション) - японская анимационная студия, основанная 1 июня 1973 года. Расположена в Нэриме, Токио.

## История
Asahi Production была основана в 1973 году, первоначально зарекомендовав себя как специализированная съёмочная студия и кинокомпания по связям с общественностью. При её создании Sunrise Inc. (ныне часть Bandai Namco Filmworks) и Tokyo Movie Shinsha (ныне TMS Entertainment) были её первыми филиалами. Основным направлением деятельности студии было производство рекламных роликов для крупных компаний и отраслевых организаций, таких как Japan Insurance Association и Asahi Chemical
.

## Работы

### Телевизионные сериалы
- Hello Kitty: Ringo no Mori no Fantasy (2006, для Sanrio)
- Sugarbunnies (2007, for Sanrio)
- Hello Kitty: Ringo no Mori no Mystery (2007, для Sanrio)
- Blue Drop (2007, совместно с BeSTACK)
- Hello Kitty: Ringo no Mori to Parallel Town (2007–2008, для Sanrio)
- Sugarbunnies: Chocolat! (2008, для Sanrio)
- Sugarbunnies: Fleur (2009, для Sanrio)
- Super Robot Wars Original Generation: The Inspector (2010–2011)
- Picchipichi Shizuku-chan (2012–2013)
- Heroes: Legend of the Battle Disks (2013)
- Himegoto (2014)
- Merman in My Tub (2014)
- Funassyi no FunaFunaFuna Biyori (2015)
- Million Doll (2015)
- Onsen Yōsei Hakone-chan (совместно с Production Reed, 2015)
- Pan de Peace! (2016)
- Omae wa Mada Gunma o Shiranai (2018)
- Namu Amida Butsu! -Rendai Utena- (2019)
- Heaven's Design Team (2021)
- Wave!!: Let's Go Surfing!! (2021)
- Peach Boy Riverside (2021)
- Girls' Frontline (2022)
- Giant Beasts of Ars (2023)
- A Galaxy Next Door (2023)
- B-Project Passion*Love Call (2023)
- «Становясь волшебницей» (2024) [4]
- «Парадоксальный навык „Мастер фруктов“: Навык, позволяющий есть бесконечное число фруктов (правда, вы умрёте, лишь откусив их)[англ.]» (2025)[5]
- Teogonia[англ.] (2025)[6]

### Фильмы
- Haru no Ashioto The Movie: Ourin Dakkan (2006)
- Alice in the Country of Hearts: Wonderful Wonder World (2011)
- Santa Company: Christmas no Himitsu (2019)
- Wave!!: Let's Go Surfing!! (2020)

### OVA/ONA
- Angel Blade Punish! (2004–2005)
- Tokimeki Memorial 4 Original Animation: Hajimari no Finder (2009)
- Prism Magical: Prism Generations! (2010)
- Sorette Dakara ne! (2011)
- Chōyū Sekai: Being the Reality (2017)